# Przyrów
Przyrów est une localité polonaise  et siège de la gmina de Przyrów, située dans le powiat de Częstochowa en voïvodie de Silésie.